# Mayerhoffer építőmester család
A Mayerhoffer család tagjai számos kiemelkedő alkotással gazdagították a magyarországi barokk építészetet.

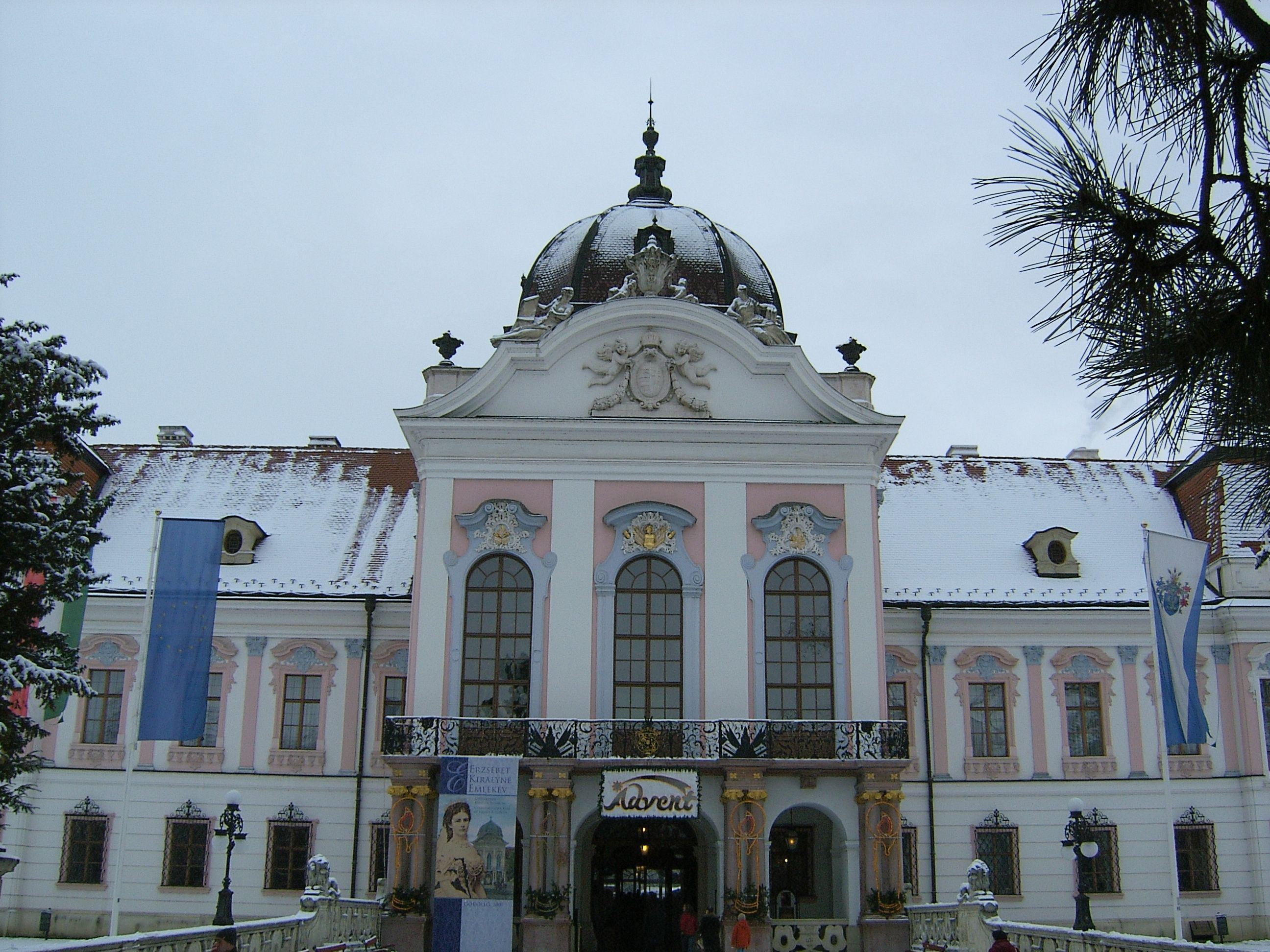
Gödöllői Grassalkovich-kastély

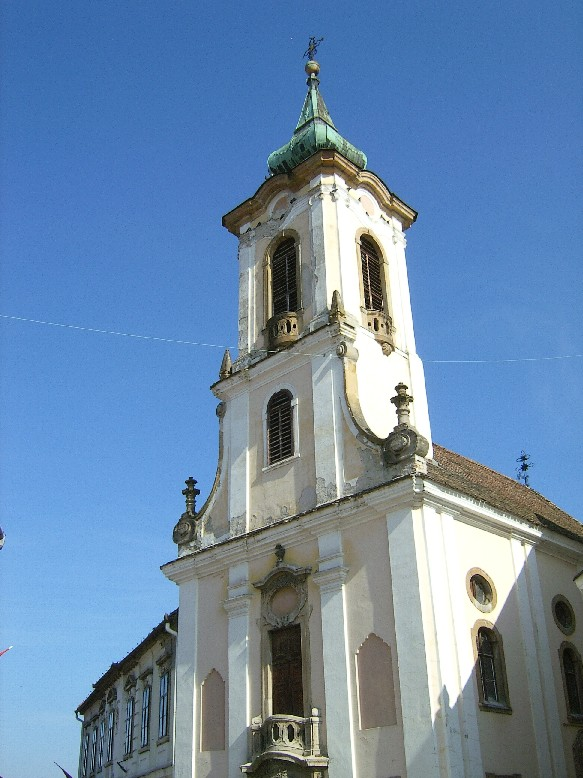
Blagovestenszka szerb ortodox templom Szentendrén

## Mayerhoffer András
Mayerhoffer András (Salzburg, Ausztria, 1690 – Pest, 1771) építőmester.
A hazai barokk-rokokó építészet egyik legtehetségesebb képviselője, a jellegzetesen magyarországi barokk kastélytípus megvalósítója. Ausztriából fiatalon került Magyarországra, ahol működését kamarai építkezéseken kezdte. Pesten telepedett le, ahol 1724-ben polgárjogot szerzett. 1728-ban a pesti kőműves- és kőfaragócéh mesterévé választották. Elsősorban kivitelezőként működött, de foglalkozott tervezéssel is. A céh privilégiuma alapján vidéken is vállalhatott munkát, ezért működése a Pest környéki és az alföldi településeken is jelentős. Működésével jórészt a Grassalkovichok és baráti körük építészeti igényeit elégítette ki. Fő műve a gödöllői kastély, az itt megfigyelhető stíluselemek más alkotásaiban is visszaköszönnek (gácsi, péceli, nagytétényi kastély).
Fontosabb munkái
- Gödöllő – Grassalkovich-kastély
- Hatvan – Grassalkovich-kastély
- Gács (Szlovákia) – várkastély
- Pécel – Ráday-kastély
- Nagytétény – Rudnyánszky-kastély

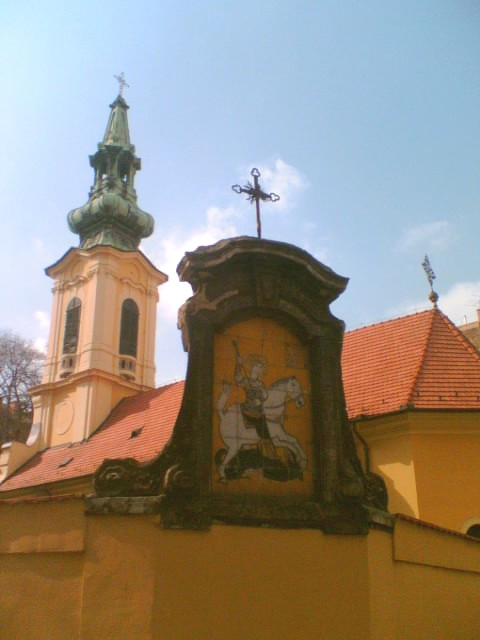
Pesti szerb templom

- Pozsony – Grassalkovich-kastély (Széchenyi Zsigmond Vadászati Múzeum)
- Gernyeszeg (Erdély) – Teleki-kastély
- Budapest – Péterffy-palota (Százéves Étterem)
- Budapest – Grassalkovich-palota (lebontották)
- Esztergom – vármegye háza
- Kalocsa – Nagyboldogasszony-főszékesegyház
- Budapest – Egyetemi templom
- Kecskemét – Piarista templom
- Budapest – szerb templom
- Szentendre - Blagovestenszka templom
- Budapest - Józsefvárosi kálvária

## Mayerhoffer János

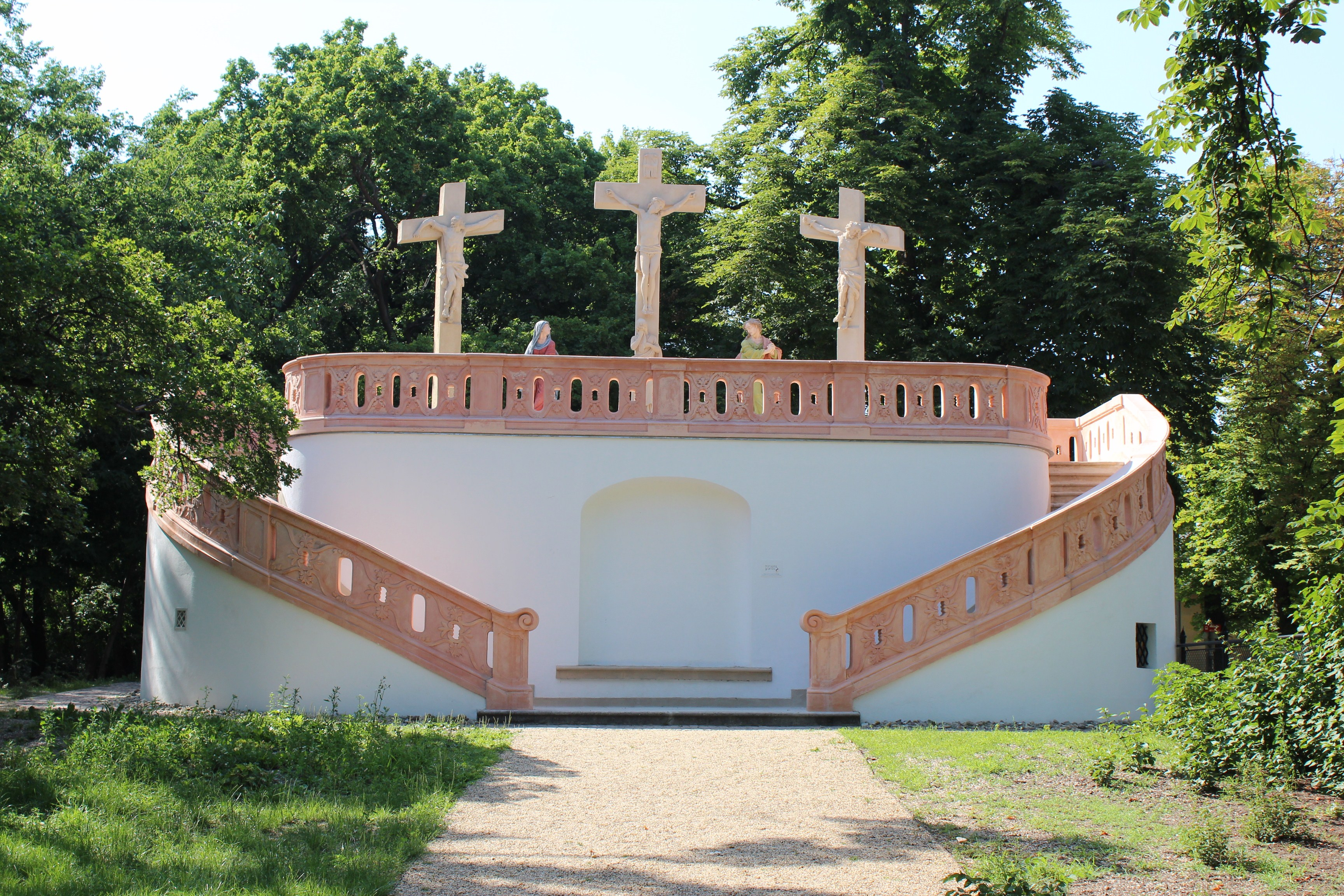
Gödöllői kálvária

Mayerhoffer János (Pest, 1721 – Pest, 1780) építőmester.
Mayerhoffer András nagyobbik fia. Építészetében nagyrészt apja formavilágát ismételte.
Fontosabb munkái
- Jászberény – római katolikus templom
- Máriabesnyő - római katolikus templom és kolostor
- Pécel – Ráday-kastély
- Gödöllő – kálvária
- Geszt – Tisza-kastély
- Hattyú-ház (Kiskunfélegyháza)
- Ócsa - Szentháromság templom (katolikus)

## Ifj. Mayerhoffer András
- Ifj. Mayerhoffer András (1725–1785) építőmester, Mayerhoffer András fiatalabbik fia